# Club Atlético Pilar

El Club Atlético Pilar es un club deportivo ubicado en la ciudad de Pilar, provincia de Buenos Aires, Argentina. Su principal actividad deportiva es el básquetbol y compite en el Torneo Federal de Básquetbol, conferencia sur, división Buenos Aires.
El equipo juega como local en el Gimnasio Javier Peverelli, reinaugurado en septiembre de 2019.
Además se desarrollan múltiples disciplinas como hockey, hockey subacuático, tiro con arco, tenis, taekwondo, natación y posee un instituto educativo en sus tres niveles (Jardín de infantes, primaria y secundaria)
El futbol de la institución está afiliado a la Asociación del Fútbol Argentino y compite en la categoría infantil y juvenil. Las prácticas y los partidos se realizan en el predio de la Ciudad Deportiva del Club Pilar en la ruta 8 km 51,500. En 2024 participa del Torneo Promocional Amateur categoría que reemplaza a la vieja Primera D.

## Historia
Trascurrido el año 1906, un grupo de jóvenes entre los cuales se encontraba Ataliva Blanco con la intención de conformar un equipo de fútbol fundan el "Atlético Foot-Ball Club", equipo que actuó con gran suceso en la Liga del Pacífico. En el año 1925 se adquiere el terreno para la cancha de fútbol, y dos años más tarde se la cierra con chapas de zinc. En el año 1930 comienza su vida como institución legal, obteniendo su Personería Jurídica.
En 1934 se terminan las obras de la cancha de fútbol, y se coloca la “piedra fundamental” de lo que es hoy la Sede Social de Ituzaingó 759, en el centro de Pilar. El 5 de marzo de 1935, en Asamblea Extraordinaria, se aprueba por unanimidad, el comienzo de la construcción de la Sede Social. El proyecto, los planos y el llamado a licitación, así como la formación de una comisión especial que trabajó junto a la Comisión Directiva, para que coopere con ella en la construcción. El Arquitecto Alberto Marzano se hace cargo de la dirección de obra, donando sus honorarios. 
El 27 de diciembre de 1936, se inaugura la Sede Social. Luego se adquieren terrenos linderos, y se van incorporando nuevos deportes como Bochas, Básquet, Ajedrez, Tenis. Se cierra el perímetro de la cancha de fútbol, se construyen los vestuarios, tribunas, bufet y casa para el canchero. En 1954 se instala la iluminación, dando lugar al fútbol nocturno.
En 1960 se concreta otra gran aspiración: el natatorio en la Sede Social. En el año 1962, en los terrenos linderos a la Sede Social, comprados en 1949, se construye la nueva cancha de Básquet, que luego al ser cubierta da paso al actual gimnasio cerrado.
También al ingresar a la Asociación del Fútbol Argentino construye su cancha. La misma estaba ubicada a un par de cuadras de la sede, en la calle Ituzaingó 545. La referencia en el Diario La Prensa menciona en varias oportunidades que el mismo se encontraba en la intersección de las calles San Juan y Córdoba, aunque la primera ya no existe y esta última ya no tiene continuidad al cruzar Acceso Norte. Utilizó su estadio hasta el año 1973 aunque con distintas interrupciones en el medio, puesto que en diversas oportunidades el estadio no se encontraba en condiciones.
El año 1968 marca otro paso importante en la historia de la Institución. La Comisión Directiva de ese momento impulsa y consigue la aprobación en un decisión polémica de la venta del campo de deportes donde funciona la cancha de fútbol, y compra un casa quinta sobre la ruta 8, comenzando a gestarse lo que es hoy la Ciudad Deportiva del Club Atlético Pilar, en un predio de 11 has. donde actualmente funciona el Gimnasio “La Palmera”, 5 canchas de tenis iluminadas, varias canchas de fútbol, parquización arbolada con fogones, amplia pileta de natación, la escuela para Directores Técnicos de Fútbol, y finalmente el colegio del Club: el Instituto Ataliva Blanco, bajo el lema “Educación y Deportes”.
El 21 de octubre de 2006, el Club Atlético Pilar cumplió 100 años de su fundación, y lo festejó, entre otras cosas, con una cena en la Sede Social.

### Participación en Primera D
Entre 1955 y 1980, fue partícipe de la última categoría del futbol afiliado directamente. Al desafiliarse en 1980, su lugar fue ocupado por Deportivo Muñiz.
En 2022 la casa madre del fútbol argentino (AFA) anunció que afiliaría directamente a cuatro clubes para la Primera D, entre los que estaba el Club Atlético Pilar, pero finalmente no fue incluido ese año.

### Vuelta a AFA
Después de más de 4 décadas, el club vuelve a competir en torneos de la Asociación del Fútbol Argentino: esta vez en la recién creada última categoría de la asociación: el Torneo Promocional Amateur.

## Camiseta
La tradicional camiseta del equipo de básquetbol es rojo y blanco a bastones verticales, pantalón y medias blancas.

## Datos futbolísticos del club
Temporadas en Tercera División: 1
- en Torneo del Interior: 1 (1994-95)

Temporadas en Cuarta División: 26
- en Tercera División: 7 (1955-1961)
- en División Superior de Fútbol Aficionado: 11 (1962-1964, 1966-1973)
- en Primera D: 7 (1974-1980)

Temporadas en Quinta División: 4
- en Torneo del Interior: 1 (2014)
- en Torneo Federal C: 2 (2015, 2016)
- en Torneo Promocional Amateur: 1 (2024)